# Malson a Elm Street 5: El nen somiador
Malson a Elm Street 5: El nen somiador  (títol original: A Nightmare on Elm Street: The Dream Child) és una pel·lícula estatunidenca dirigida per Stephen Hopkins, estrenada l'any 1989. Ha estat doblada al català.

## Argument
El ignoble Freddy Krueger troba una  estratagema per tornar entre els vius i recomençar la seva terrible massacre: preveu reencarnar-se en el bebè que espera Alice Johnson. Per salvar el seu fill, ella ha de intentar, una última vegada, destruir el monstre d'un cop per sempre.

## Repartiment
- Robert Englund: Freddy Krueger
- Lisa Wilcox: Alice Johnson
- Kelly Jo Minter: Yvonne
- Erika Anderson:Greta Gibson
- Danny Hassel: Dan Jordan
- Joe Seely: Mark Grey
- Nicholas Mele: Dennis Johnson
- Burr DeBenning: Mr Jordan
- Valorie Armstrong: Mme Jordan
- Michael Ashton: Gurney Orderly
- Beatrice Boepple: Amanda Krueger
- Matt Borlenghi: Jock
- Noble Craig: Fusió amb Freddy
- Beth DePatie: Anne
- Will Egan: Conductor del semiremolc
- Clarence Felder: Mr Gray
- Steven Grives: Dr. Moore
- Whitby Hertford :Jacob
- Don Maxwell: L'entrenador Ostrow

## Al voltant de la pel·lícula
Com a A Nightmare on Elm Street 2: Freddy's Revenge i a El nou malson, es pot veure Robert Englund sense el maquillatge de l'assassí.
RAC Garton va signar la novel·lització del film.

## Premis i nominacions
- Premi de la critica i nominació al millor film en el festival Fantasporto 1990.
- Premi a la més dolenta cançó (Bruce Dickinson, per Bring Your Daughter to The Slaughter) i nominació al premi de la cançó més dolenta (Mohandas Deweese, per Let's Go!), en els premis Razzie 1990.

## Pel·lícules de la saga
- Malson a Elm Street, de 1984
- A Nightmare on Elm Street 2: Freddy's Revenge, de 1985
- Malson a Elm Street 3, de 1987
- Malson a Elm Street 4, de 1988
- Malson a Elm Street 5: El nen somiador, de 1989
- Freddy's Dead: The Final Nightmare, de 1991
- El nou malson, de 1994
- Freddy vs. Jason, de 2003
- Malson a Elm Street. L'origen, de 2010